# Водни бълхи
Водните бълхи (Diplostraca, =Cladocera) са разред низши ракообразни от клас Хрилоноги (Branchiopoda). Обитават сладководни водоеми със застояла или бавно движеща се вода.
Плуват чрез отскоци с помощта на дългите си и силно разклонени антени. Хранят се с бактерии и едноклетъчни водорасли, които прецеждат през четинките на петте си двойки гръдни крачка. Размерите им са от 0,1 mm до 0,3 mm.
Размножават се бързо. През есента оплодените яйца на дафнията остават на дъното на водоема и на следващата пролет се развиват. Водните бълхи често се струпват в големи количества.
Използват се за храна на малки рибки, а изсушени се използват за храна на аквариумни риби.
Представляват универсална плуваща (когато са в изсушен вид) храна за всички рибки. Дафниите могат да се ловят с помощта на дълбоко (около 35 cm) кепче което се потапя на около 20 cm под водната повърхност и се извършват движения във формата на осморка. Дафниите могат да се пренасят в кофичка с вода. Не са много калорична храна и са подходящи за всекидневна употреба през лятото.

## Класификация
Водните бълхи са разделени в 11 семейства и наброяват около 650 вида.
Водни бълхи (Cladocera)
- Семейство Holopediidae Sars, 1865
  - Род Holopedium Zaddach, 1855
- Семейство Sididae Baird, 1850
  - Род Diaphanosoma Fischer, 1850
  - Род Latona Straus, 1820
  - Род Latonopsis G. O. Sars, 1888
  - Род Penilia Dana, 1849
  - Род Pseudosida Herrick, 1884
  - Род Sida Straus, 1820
- Семейство Bosminidae Baird, 1845
  - Род Bosmina Baird, 1845 – Босмини
  - Род Bosminopsis Richard, 1895
  - Род Eubosmina Seligo, 1900
- Семейство Chydoridae Stebbing, 1902
  - Род Acroperus Baird, 1843
  - Род Alona Baird, 1850
  - Род Alonella G. O. Sars, 1862
  - Род Alonopsis G. O. Sars, 1862
  - Род Alpinalona Alonso & Sinev, 2017
  - Род Anchistropus G. O. Sars, 1862
  - Род Anthalona van Damme, Sinev & Dumont, 2011
  - Род Archepleuroxus Smirnov & Timms, 1983
  - Род Armatalona Sinev, 2004
  - Род Australochydorus Smirnov & Timms, 1983
  - Род Biapertura Smirnov, 1971
  - Род Bryospilus Frey, 1980
  - Род Camptocercus Baird, 1843
  - Род Celsinotum Frey, 1991
  - Род Chydorus Leach, 1816
  - Род Coronatella Dybowski & Grochowski, 1894
  - Род Dadaya G. O. Sars, 1901
  - Род Disparalona Fryer, 1968
  - Род Dumontiellus Smirnov, 2007
  - Род Dunhevedia King, 1853
  - Род Ephemeroporus Frey, 1982
  - Род Ephmeroporus
  - Род Euryalona G. O. Sars, 1901
  - Род Eurycercus Baird, 1843
  - Род Extremalona Sinev & Shiel, 2012
  - Род Geoffreya Kotov, Sinev & Berrios, 2010
  - Род Graptoleberis G. O. Sars, 1862
  - Род Indialona Petkovski, 1966
  - Род Karualona Dumont and Silva-Briano, 2000
  - Род Kisakiellus Sousa & Elmoor-Loureiro, 2018
  - Род Kurzia Dybowski and Grochowski, 1894
  - Род Leberis Smirnov, 1989
  - Род Leydigia Kurtz, 1874
  - Род Maraura Sinev & Shiel, 2008
  - Род Matralona van Damme & Dumont, 2009
  - Род Miralona Sinev, 2004
  - Род Monope Smirnov & Timms, 1983
  - Род Monospilus G. O. Sars, 1861
  - Род Notoalona Rajapaksa and Fernando, 1987
  - Род Ovalona van Damme & Dumont, 2008
  - Род Oxyurella Dybowski and Grochowski, 1894
  - Род Paralona Sramek-Husek, Straskraba and Brtek, 1962
  - Род Parvalona Van Damme, Kotov & Dumont, 2005
  - Род Peracantha Baird, 1843
  - Род Picripleuroxus Frey, 1993
  - Род Pleuroxus Baird, 1843
  - Род Pseudochydorus Fryer, 1968
  - Род Rak Smirnov & Timms, 1983
  - Род Rheoalona Sinev, Tiang-Nga & Sanoamuang, 2017
  - Род Rhynchochydorus Smirnov & Timms, 1983
  - Род Rhynchotalona Norman, 1903
  - Род Saycia Sars, 1904
  - Род Tretocephala D.G.Frey, 1965
- Семейство Daphniidae Straus, 1820
  - Род Ceriodaphnia Dana, 1853
  - Род Daphnia O. F. Müller, 1785
  - Род Megafenestra Dumont & Pensaert, 1983
  - Род Scapholeberis Schoedler, 1858
  - Род Simocephalus Schoedler, 1858
- Семейство Gondwanotrichidae Van Damme et al., 2007[1][2]
  - Род Gondwanothrix Van Damme, Shiel & Dumont, 2007
- Семейство Macrotrichidae Norman & Brady, 1867
  - Род Acantholeberis Lilljeborg, 1853
  - Род Bunops Birge, 1893
  - Род Cactus Vávra, 1900
  - Род Drepanothrix G. O. Sars, 1862
  - Род Echinisca Liévin, 1848
  - Род Grimaldina Richard, 1892
  - Род Guernella Richard, 1892
  - Род Iheringula Kotov & Sinev, 2004
  - Род Lathonura Lilljeborg, 1853
  - Род Macrothrix Baird, 1843
  - Род Onchobunops Fryer & Paggi, 1972
  - Род Ophryoxus G. O. Sars, 1861
  - Род Parophryoxus Doolittle, 1909
  - Род Pseudomoina Sars, 1912
  - Род Streblocerus G. O. Sars, 1862
  - Род Wlassicsia Daday, 1904
- Семейство Cercopagididae Mordukhai-Boltovskoi, 1968
  - Род Bythotrephes Leydig, 1860
  - Род Cercopagis G.O. Sars, 1897
- Семейство Podonidae Mordukhai-Boltovskoi, 1968
  - Род Caspievadne Behning, 1941
  - Род Cornigerius Mordukhai-Boltovskoi, 1967
  - Род Evadne Lovén, 1836
  - Род Pleopis Dana, 1853
  - Род Pleopsis Dana, 1853
  - Род Podon Lilljeborg, 1853
  - Род Podonevadne Gibitz, 1922
  - Род Pseudevadne Claus, 1877
- Семейство Polyphemidae Baird, 1845
  - Род Polyphemus O. F. Müller, 1785
- Семейство Leptodoridae Lilljeborg, 1900
  - Род Leptodora Lilljeborg, 1861 – Гигантски водни въшки